# Агаханян, Татевос Мамиконович
Татево́с Мамико́нович Агаханя́н (13 августа 1924, Аштарак — 14 июля 2011) — доктор технических наук, заслуженный деятель науки и техники РСФСР, заведующий кафедрой электроники МИФИ (1965—1991), ветеран Великой Отечественной войны. Почётный профессор МИФИ.

## Биография
Родился в городе Аштарак в 1924 году. С отличием окончил среднюю школу в Ленинакане.
В 1941 году, будучи студентом первого курса механико-математического факультета Ереванского государственного университета, был направлен в Тбилисское горно-артиллерийское училище, после обучения в котором Татевос отправился на Северо-Кавказский фронт. Потом воевал на Степном фронте, которым командовал маршал Конев, в составе 15-й Гвардейской дивизии; участвовал в битве на Курской дуге, в боях под Ленинградом, дважды был ранен.
Закончил войну в городе Летавы (Лиепае), Курляндия, в звании старшего лейтенанта.
После демобилизации учился в МЭИ. Татевос Мамиконович с отличием окончил МИФИ в 1952 году. После выпуска он остался работать на кафедре Электроники, где проработал 59 лет.
В 1957 году защитил кандидатскую диссертацию, а в 1967 году — защитил докторскую диссертацию.
С 1965 года возглавлял кафедру Электроники.
Татевос Мамиконович Агаханян — основоположник ключевых курсов, читавшихся на кафедре.
Скончался после тяжёлой непродолжительной болезни 14 июля 2011 года.

## Научные интересы

Наградной лист для награждения Татевоса Агаханяна орденом Отечественной войны 1-й степени

Сфера научных интересов Татевоса Мамиконовича Агаханяна весьма обширна:
- моделирование транзисторов
- моделирование физических процессов в транзисторах
- синтеза линейных элементов электронных схем
- синтеза нелинейных элементов электронных схем

Татевос Мамиконович одним из первых в СССР начал создавать теорию транзисторов, транзисторных усилителей и импульсных устройств.
Научная школа, созданная Татевосом Агаханяном, развивается его учениками, среди которых 7 докторов наук. Татевос Мамиконович подготовил более 70 кандидатов наук. Им опубликовано более 300 научных работ и более 50 учебных пособий.
Татевос Агаханян был членом диссертационных Советов[каких?], членом редколлегии журнала «Микроэлектроника» РАН.

## Награды и звания
- Два ордена Отечественной войны I степени
- Орден Дружбы народов
- Медали СССР и России
- Заслуженный деятель науки и техники РСФСР
- В 1999 году ему было присвоено почётное звание «Почётный профессор МИФИ».